# Pseudotrochalus kulzeri
Pseudotrochalus kulzeri är en skalbaggsart som beskrevs av Frey 1972. Pseudotrochalus kulzeri ingår i släktet Pseudotrochalus och familjen Melolonthidae. Inga underarter finns listade i Catalogue of Life.